# Hymenoxys
Hymenoxys es un género de plantas fanerógamas perteneciente a la familia de las asteráceas.  Comprende 70 especies descritas y de estas, solo 26 aceptadas.

## Taxonomía
El género fue descrito por Alexandre Henri Gabriel de Cassini y publicado en Dictionnaire des Sciences Naturelles [Second edition] 55: 278–279. 1828.
Etimología
Hymenoxys: nombre genérico que proviene del griego y que se refiere a la "fuerte membrana del vilano".

## Especies
A continuación se brinda un listado de las especies del género Hymenoxys aceptadas hasta julio de 2012, ordenadas alfabéticamente. Para cada una se indica el nombre binomial seguido del autor, abreviado según las convenciones y usos.
- Hymenoxys ambigens
- Hymenoxys brachyactis
- Hymenoxys cooperi
- Hymenoxys helenioides
- Hymenoxys hoopesii
- Hymenoxys lemmonii
- Hymenoxys odorata
- Hymenoxys quinquesquamata
- Hymenoxys richardsonii
- Hymenoxys subintegra
- Hymenoxys texana[6]